# Gary Marigard
Gary Gérard Marigard, né le 6 janvier 1988 à Cayenne, est un footballeur français, international guyanais, évoluant au poste d'arrière droit à l'Entente Feignies Aulnoye Football Club.

## Carrière

### En club
Marigard passe une partie de sa formation au sein du Angers Sporting Club de l'Ouest avant de s'engager avec l'Entente sportive de Wasquehal en 2007. Il y reste pendant six saisons. Il rejoint l'IC Croix où il devient un des piliers de l'équipe pendant deux saisons.
Avec Croix il participe à l'épopée en Coupe de France en atteignant les huitièmes de finale, éliminé aux tirs au but par l'US Concarneau.
À l'aube de la saison 2015-2016, il signe avec l'US Quevilly-Rouen, né de la fusion de l'US Quevilly et du FC Rouen.
Avec l'US Quevilly-Rouen en 2015, il se retrouve à jouer contre l'Entente sportive de Wasquehal sur le terrain de l'IC Croix, deux de ses anciens clubs.

### En équipe nationale guyanaise
Le 10 octobre 2012, il fait ses débuts en équipe nationale guyanaise lors des éliminatoires de la Gold Cup 2013, contre la Trinité-et-Tobago avec dans l'équipe Jean-Claude Darcheville. Il participe également aux éliminatoires de l'édition 2015 où la Guyane échoue en barrage contre le Honduras.

## Palmarès

### En club
- Union sportive quevillaise
  - Champion de France de National 2 en 2016
  - Vice-champion de France de National en 2017